# Estadio Independencia (Estelí)
El Estadio Independencia es un estadio de usos múltiples en Estelí, Nicaragua. Actualmente se utiliza para partidos de fútbol y es el estadio del Real Estelí FC.
El estadio tiene capacidad para 11,000 personas y ha sido renovado y equipado con Césped Sintético para que el Real Estelí lo utilice en sus partidos de local en la fase de grupos de la Liga de Campeones de la Concacaf 2012-13.
Actualmente, el Estadio Independencia, es el segundo estadio de Nicaragua aprobado por la CONCACAF, pudiendo así jugar partidos internacionales de clubes.

## Historia
Este estadio albergó la fase preliminar de la Liga de Campeones de la Concacaf 2011-12, en la que Real Estelí FC perdió 2-1 ante el Toronto FC de Canadá.
También han albergado equipos importantes como el Club Sport Herediano, Deportivo Saprissa, la Liga Deportiva Alajuelense (para el partido de ida de la final de Copa Centroamericana 2023) de Costa Rica, el CD Motagua y el Real Club Deportivo España de Honduras (equipo al que eliminó de la Copa de Uncaf).
En todo el continente americano existen 30 canchas sintéticas certificadas por FIFA con 2 estrellas CONCACAF (24), CONMEBOL (6)
La gramilla ofrece características de primer orden y tiene en cuenta con mayor rigor las necesidades específicas del fútbol de élite. Por ello, se exige que los terrenos de juego mantengan su máxima calidad durante más tiempo, si bien se tiene presente la menor frecuencia de uso de la superficie en comparación con el deporte de masas. La cancha del Independencia es la única de UNCAF certificada por FIFA con cinco estrellas (Máxima Calificación para este tipo de Césped).

## Sucesos
En abril del año 2004, un explosivo estalló en las gradas durante la final de la Primera División de Nicaragua entre Real Estelí y Diriangén, hiriendo gravemente a 14 personas.